# Ива Кузнецова
Ива Кузнецова (лат. Salix kuznetzowii) — вид рода Ива (Salix) семейство Ивовые (Salicaceae).

## Ботаническое описание
Листопадный кустарник высотой 6—7 м.
Ветви толстые, старые — голые, до тёмно-бурых, молодые — беловойлочно-волосистые.
Почки жёлто-бурые или коричневые, голые или более-менее опушённые, до 5 мм длиной и 4 мм шириной, заострённые.
Прилистники только на концах верхних сильных побегов, очень мелкие, полусердцевидные, зубчатые, волосистые. Черешки — длиной от 0,5 до 0,9 см, к основанию расширенные, густоволосистые, иногда войлочные, как и главная жилка снизу. Листовые пластинки продолговатые, обратнояйцевидные, реже узкоэллиптические, длиной от 7 до 13 см и шириной от 3 до 4,2 см (длина превосходит ширину в 3—3,5 раза). Края листа цельные или неравномерно-зубчатые или волнистые; несколько завороченные. Во время распускания листья сильно скручены внутрь, густо беловойлочные. Взрослые листья сверху тёмно-зелёные с беловатыми жилками, снизу более менее сизоватые и серовато-войлочные с загнутыми волосками. Жилки снизу — ясно выступающие, сверху — слабо выступающие; боковых жилок насчитывается 10—12 пар.
Серёжки развиваются после распускания листьев, на длинных, до 2 см, волосистых, собственных ножках. Мужские — яйцевидные до 3 см длиной, женские — цилиндрические, 4—6,5 см длиной и 1.5 см шириной, при плодах до 12—14 см и 2,5 см шириной, изгибистые, рыхлоцветковые, внизу с прерванно расположенными цветками; ось сережки густоволосистая. Прицветковые чешуи до 2—3 мм длиной, язычковидные, светлобурые, иногда на верхушке коричневые, более менее волосистые, у мужских — сильнее. Тычинок 2, свободных, в основании волосистых. Пыльники продолговатые, желтые. Завязь около 5 мм, беловойлочная, яйцевидноконическая, на ножке в 3—4 мм; столбик короткий, около 0,5 мм, мало заметный; рыльце с 4 расходящимися лопастями, около 0,5 мм, как и столбик, красно-коричневое; нектарник внутренний, продолговатый, около 0,6 мм.
Створки коробочки по растрескивании закругляются улиткообразно.
Цветение в середине июня, плодоношение в июне-июле.

## Распространение и экология
Аборигенный вид Кавказа (Триалетия, Дагестан).
Субальпийские кустарники, берёзовые и буковые леса на высоте 1800—2400 м над уровнем моря.

## Классификация

### Таксономия[2]
Salix kuznetzowii Laksch. ex Goerz, 1930, Fl. Kavkaza [Grossheim] 2: 9
Вид Ива Кузнецова относится к роду Ива семейства Ивовые (Salicaceae) порядка Мальпигиецветные (Malpighiales). Кладограмма в соответствии с Системой APG IV:
|  |                                      |  |                                   |                                   |                  |  | ещё 35 семейств | ещё 35 семейств |               |  |  |  | еще 628 подтвержденных и 1022 в статусе "непроверенных" видов и инфравидовых таксонов |
|  |                                      |  |                                   |                                   |                  |  | ещё 35 семейств | ещё 35 семейств |               |  |  |  | еще 628 подтвержденных и 1022 в статусе "непроверенных" видов и инфравидовых таксонов |
|  |                                      |  |                                   | порядок Мальпигиецветные          |                  |  |                 |                 | род Ива       |  |  |  |                                                                                       |
|  |                                      |  |                                   | порядок Мальпигиецветные          |                  |  |                 |                 | род Ива       |  |  |  |                                                                                       |
|  | отдел Цветковые, или Покрытосеменные |  |                                   |                                   | семейство Ивовые |  |                 |                 | Ива Кузнецова |  |  |  |                                                                                       |
|  | отдел Цветковые, или Покрытосеменные |  |                                   |                                   | семейство Ивовые |  |                 |                 |               |  |  |  |                                                                                       |
|  |                                      |  | ещё 63 порядка цветковых растений | ещё 63 порядка цветковых растений |                  |  |                 | ещё 55 родов    | ещё 55 родов  |  |  |  |                                                                                       |
|  |                                      |  |                                   | ещё 63 порядка цветковых растений |                  |  |                 |                 | ещё 55 родов  |  |  |  |                                                                                       |